# Province d'Hernando Siles
La province de Hernando Siles est une des 10 provinces du département de Chuquisaca, en Bolivie. Son chef-lieu est Monteagudo.